# أولاد اعمر (أولاد عمرو)
أولاد اعمر هو دُوَّار يقع بجماعة أولاد عامر، إقليم قلعة السراغنة، جهة مراكش آسفي في المملكة المغربية. ينتمي الدوّار لمشيخة أولاد عمرو التي تضم 9 دواوير. يقدر عدد سكانه بـ 1857 نسمة حسب الإحصاء الرسمي للسكان والسكنى لسنة 2004.

## روابط خارجية
- البوابة الوطنية للجماعات الترابية
- المندوبية السامية للتخطيط